# Montornès de Segarra
Montornès de Segarra település Spanyolországban, Lleida tartományban. Montornès de Segarra Verdú, Guimerà, Granyena de Segarra, Ribera d’Ondara és Montoliu de Segarra községekkel határos. Lakosainak száma 88 fő (2024).

## Népesség
A település népessége az utóbbi években az alábbiak szerint változott:
| Lakosok száma | 112  | 365  | 356  | 271  | 120  | 100  | 108  | 105  | 100  | 88   |
|               | 1717 | 1887 | 1936 | 1960 | 1986 | 2004 | 2009 | 2014 | 2019 | 2024 |